# 孙扎齐牛录镇
孙扎齐牛录镇，是中华人民共和国新疆维吾尔自治区伊犁哈萨克自治州察布查尔锡伯自治县下辖的一个乡镇级行政单位。
2014年10月21日，新疆维吾尔自治区人民政府批复同意撤销孙扎齐牛录乡建制，设立孙扎齐牛录镇。

## 行政区划
孙扎齐牛录镇下辖以下地区：
阿帕尔村、孙扎齐牛录村、雀尔盘村、浪卡村和切提布拉克村。